# Meaghan Jette Martin
Meaghan Jette Martin, ameriška gledališka, filmska in televizijska igralka, fotomodel ter pevka; *17. februar 1992, Las Vegas, Nevada, Združene države Amerike. Najbolje je poznana po svoji vlogi Tess Tyler v Disney Channelovem televizijskem filmu Camp Rock in kot Bianca Stratford iz ABC Familyjeve televizijske serije 10 razlogov zakaj te sovražim.

## Zgodnje življenje in začetek kariere
Meaghan Jette Martin se je rodila 17. februarja 1992 v Las Vegasu, Nevada, Združene države Amerike kot ena izmed štirih otrok v družini. Ima mlajšega brata Zacharyja, starejšega brata Seana in starejšo sestro Rebecco. S kariero fotomodela je začela v starosti petih let v Disneyjevi modni reviji. Kasneje je začela z igranjem v mestnem teatru v Las Vegasu, Nevada, svojo prvo vidno gledališko pa je dobila v gledališki igri 13, ki so jo uprizarjali v teatru v Los Angelesu, Kalifornija. Pojavila se je tudi v več reklamah za izdelke, kot so Cabbage Patch Kids in Barbie.

## Kariera

### Igranje
Meaghan Jette Martin je s svojo igralsko kariero začela z vlogami v raznih gledaliških igrah, najbolj znana pa je po vlogi Kendre v muzikalu 13. Leta 2006 se je prvič pojavila na televiziji in sicer v televizijskem pilotu Cooking Rocks!. Temu so leta 2007 sledile manjše vloge v Disneyjevi televizijski seriji Paglavca v hotelu, Nickelodeonovi televizijski seriji Just Jordan in v CBS-jevi televizijski seriji Zločin pred domačim pragom. Leta 2008 je zaigrala v televizijskih serijah Zdravnikova vest, Jonas Brothers: Living the Dream, Jonas Brothers: Band in a Bus in Disney Channel's 3 Minute Game Show, istega leta pa je doživela preboj s Disneyjevim televizijskem filmu Camp Rock, kjer je igrala Tess Tyler, v katerem so igrali tudi Demi Lovato, Joe Jonas, Kevin Jonas in Nick Jonas (člani skupine Jonas Brothers).
Revija TV Guide jo je leta 2008 uvrstila med »13 najprivlačnejših mladih zvezd, vrednih ogleda.« Bila je gostiteljica Disney Channel Games leta 2008.
Meaghan Jette Martin se je kot Bianca (originalno jo je v filmski verziji upodobila Larisa Oleynik) leta 2009 uvrstila med igralsko zasedbo televizijske serije 10 razlogov zakaj te sovražim. V seriji igra še danes. Leta 2009 je zaigrala tudi v televizijski seriji Leo Little's Big Show in v animiranem filmu Holly And Hal Moose: Our Uplifting Christmas Adventure. Imela je tudi vlogo Megan Kennedy v neodvisnem filmu Dear Lemon Lima. Trenutno snema nadaljevanje filma Camp Rock, film Camp Rock 2: The Final Jam, kjer nadaljuje z zastopanjem vloge Tess Tyler. Film bo izšel poleti leta 2010. Istega leta bo izšel tudi film Privileged, v katerem igra eno izmed stranskih vlog poleg igralcev Juliana Morrisa, Nikki Reed in Adama Butcherja.

### Glasba
Meaghan Jette Martin je imela v filmu Camp Rock dve samostojni pesmi, »Too Cool« in »2 Stars«. Zapela je verzijo pesmi »When You Wish Upon a Star« za ponovni izid filma Ostržek iz leta 1940 (film je drugo izdajo doživel leta 2009), kasneje pa je za pesem posnela še videospot. Posnela je tudi pesem za Čarovniki s trga Waverly Soundtrack, imenovano »Magic (Xanadu)«. Meaghan Jette Martin je sodelovala z  Build-A-Bear Workshop za njihov projekt their love.hugs.peace. Za kampanjo je posnela singl »Let's Talk About Love«.
Meaghan Jette Martin se je leta 2009 pojavila v videospotu Demi Lovato za njeno pesem »Remember December«.

## Zasebno življenje
Meaghan Jette Martin trenira balet, jazz, hip-hop in tap plese. V prostem času zelo rada bere in sama pravi, da so ena izmed njenih najljubših del knjige iz serije Harry Potter.
Meaghan Jette Martin se je, preden se je začela šolati doma, šolala na šoli Jr. High v Las Vegasu, Nevada. Šolanja še ni dokončala.
Skupaj s svojim starejšim bratom Seanom, ki je v prostem času dober kitarist, Meaghan Jette Martin piše pesmi. Sama igra klavir in kitaro ter poje.

## Filmografija

### Filmi in televizija
| Leto | Naslov                                                 | Vloga                | Opombe                             |
| ---- | ------------------------------------------------------ | -------------------- | ---------------------------------- |
| 2007 | Paglavca v hotelu                                      | Stacey               | Epizoda: »Sleepover Suite«         |
| 2007 | Just Jordan                                            | Ashley               | Epizoda: »Home Alone In The Diner« |
| 2007 | Zločin pred domačim pragom                             | Candy                | Epizoda: »Fall from Grace«         |
| 2008 | Zdravnikova vest                                       | Sarah                | Epizoda: »Joy to the World«        |
| 2008 | Jonas Brothers: Living the Dream                       | Ona                  |                                    |
| 2008 | Jonas Brothers: Band in a Bus                          | Ona                  |                                    |
| 2008 | Disney Channel's 3 Minute Game Show                    | Ona / Gostiteljica   |                                    |
| 2008 | Camp Rock                                              | Tess Tyler           | Disney Channel                     |
| 2009 | Leo Little's Big Show                                  | Ona                  |                                    |
| 2009 | 10 razlogov zakaj te sovražim                          | Bianca Stratford     | 2009 - danes                       |
| 2009 | Holly And Hal Moose: Our Uplifting Christmas Adventure | Škrat                | Animirani televizijski film (glas) |
| 2009 | Dear Lemon Lima                                        | Megan Kennedy        |                                    |
| 2010 | Camp Rock 2: The Final Jam                             | Tess Tyler           | Post-produkcija                    |
| 2010 | Privileged                                             | Dekle s srednje šole |                                    |

### Videoigre
| Leto | Naslov                               | Vloga  |
| ---- | ------------------------------------ | ------ |
| 2008 | Kingdom Hearts Re: Chain of Memories | Namine |
| 2009 | Kingdom Hearts 358/2 Days            | Namine |

## Diskografija
| Leto | Naslov                      | Opombe                                      |
| ---- | --------------------------- | ------------------------------------------- |
| 2008 | »Too Cool«                  | Camp Rock OST                               |
| 2008 | »2 Stars«                   | Camp Rock OST                               |
| 2008 | »We Rock«                   | Camp Rock OST                               |
| 2008 | »Video Girl«                | A Little Bit Longer                         |
| 2009 | »When You Wish Upon A Star« | Ostržkova 70. obletnica - platinasta izdaja |
| 2009 | »Let's Talk About Love«     | Build-A-Bear Workshop                       |
| 2009 | »Magic«                     | Čarovniki s trga Waverly Soundtrack         |
| 2009 | »For That I Hate You«       | Myspace                                     |

## Nagrade in nominacije
| Leto | Nagrada            | Kategorija                                                                     | Delo                          | Rezultat   |
| ---- | ------------------ | ------------------------------------------------------------------------------ | ----------------------------- | ---------- |
| 2010 | Young Artist Award | Najboljši nastop stranske igralke v komični ali dramatični televizijski seriji | 10 razlogov zakaj te sovražim | Nominirana |